# Йоанис Антониадис
Йоанис (Янис) Димитриу Антониадис (на гръцки: Ιωάννης, Γιάννης Δημητρίου Αντωνιάδης) е гръцки политик от Нова демокрация, депутат в Гръцкия парламент през януари и септември 2015 година.

## Биография
Роден е в западномакедонския град Лерин в семейство на понтийски гърци. В 1981 година завършва Леринската педагогическа академия, а в 2001 година Педагогическия факултет на Университета на Западна Македония в Лерин. От 1999 година е представител в областната управа (номархия) на Лерин с ресор образование, търговия, транспорт, околна среда и планиране. В 2001 - 2003 е председател на областния съвет. От 2007 до 2010 година е заместник областен управител (номарх) на ном Лерин. В 2011 - 2012 година е земестник-областен управител (перифериарх) на област Западна Македония с ресор планиране и развитие. На 10 април 2014 година е избран за председател на Всепонтийската федерация на Гърция.
Кандидат е от Нова демокрация за евродепутат на изборите през 2009 година. Избран е от Нова демокрация за депутат от избирателен район Лерин на изборите през януари и септември 2015 година.